# Nederlands Olympisch Comité*Nederlandse Sport Federatie
Die Nederlands Olympisch Comité*Nederlandse Sport Federatie (abgekürzt: NOC*NSF) ist der nationale Sportverband der Niederlande und dient auch als Nationales Olympisches Komitee und Nationales Paralympisches Komitee. Neunzig nationale Sportorganisationen (77 Sportverbände und 13 assoziierte Organisationen) sind dem NOC*NSF angeschlossen und vertreten fast 24.000 Sportverbände mit insgesamt 5,2 Millionen Sportlern.

## Team NL
Team NL ist das Sportteam-Projekt mit dem Ziel einer engeren Verbindung von Athleten und Fans. Es wurde gemeinsam von 29 Sportverbänden und dem NOC*NSF ins Leben gerufen, das die niederländischen Athleten 365 Tage im Jahr auf internationalem Spitzenniveau bei Europameisterschaften, Weltmeisterschaften sowie Olympischen und Paralympischen Spielen vertritt.